# Marcel Boekhoorn
Marcel Boekhoorn (* 30. Oktober 1959 in Nijmegen, Niederlande) ist ein niederländischer Unternehmer, Milliardär und Investor.

## Leben
Boekhoorn ist ausgebildeter Wirtschaftsprüfer und gründete 1994 die Investmentgesellschaft Ramphastos Investments. Sein geschätztes Vermögen liegt bei rund 1,5 Milliarden US-Dollar, womit er zu den wohlhabendsten Unternehmern der Niederlande zählt.

## Karriere
Boekhoorn erwarb im Laufe seiner Karriere zahlreiche Unternehmen, die er nach Restrukturierung mit Gewinn veräußerte. Zu seinen bekanntesten Transaktionen zählen:
- Verkauf der Bäckereikette Bakker Bart an die deutsche Kamps AG
- Verkauf des Lack- und Sprühfarbenherstellers Moti Dupli an die Intermediate Capital Group
- Verkauf des Festnetzbetreibers Novaxess an Easynet PLC/BSkyB

Sein größter finanzieller Erfolg war 2005 die Übernahme des Mobilfunkanbieters Telfort für rund 300 Mio. Euro und der Weiterverkauf neun Monate später an KPN für etwa 1,2 Mrd. Euro.

## Beteiligungen
Zu seinen aktuellen bzw. früheren Engagements gehören:
- De Telegraaf (Zeitung)
- Voicetrust (Biometrie-Unternehmen, Deutschland)
- Doorwin (Türenhersteller)
- SIM-Industries (Flugsimulatoren)
- Zecco.com (Online-Broker)
- McGregor Fashion Group
- De Pers (Gratiszeitung, Niederlande)
- Openlot (Mobile Lotterie)
- Minderheitsbeteiligung an der ehemaligen IMW Immobilien SE (bis 2015 börsennotiert)
- Ouwehands Dierenpark (Zoo)

Er war zudem im Aufsichtsrat der aap Implantate AG und produzierte den Film Zoop in Afrika.
Zu seinen Beratern zählen Cees van der Hoeven (ehem. CEO Ahold) und Wilco Jiskoot (ehem. Vorstand ABN AMRO).